# Pavlovsk (Territorio dell'Altaj)
Pavlovsk (in russo Павловск?) è un villaggio del settore meridionale della Siberia Occidentale situato nel Territorio dell'Altaj,  in Russia. È il centro amministrativo del distretto Pavlovskij.
La località si trova sul fiume Kasmala (affluente dell'Ob'), 59 km a ovest della capitale Barnaul.